# Lei Clijsters
Lei Clijsters (6 de novembre de 1956 - 4 de gener de 2009) fou un futbolista belga. És el pare de les tennistes Kim i Elke Clijsters.
Va formar part de l'equip belga a la Copa del Món de 1986. Posteriorment fou entrenador.